# Силвија Поповић
Силвија Поповић (Никшић, 15. март 1986) српска је одбојкашица. Игра на позицији либера.
Каријеру је започела у Луци Бар, а након тога је прешла у београдски Поштар. Три године је играла у Рабити из Бакуа са којом је стигла до финала Лиге шампиона и освојила Светско клупско првенство. Тренутно игра за Волеро из Цириха. Са Волером је 2015. освојила 3. место на Светском клупском првенству и проглашена је за најбољег либера турнира.
Силвија Поповић је 2005. била део јуниорске репрезентације Србије и Црне Горе која је освојила Сребрну медаљу на Светском првенству. Тада је била проглашена за најбољег либера. За сениорску репрезентацију Србије дебитовала је 2009. године. Са репрезентацијом је до сада освојила злато и бронзу на Европским првенствима, сребро у Светском купу, бронзу на Светском Гран Прију, злато у Европској лиги.
Велики успех са репрезентацијом је остварила на Олимпијади у Рију кад је освојена сребрна медаља. Освојила је златну медаљу на Светском првенству 2018. године у Јапану, прву у историји српске одбојке.
На Олимпијским играма у Токију 2020, освојила је бронзану медаљу, а Србија је победила Јужну Кореју у борби за бронзу. На Европском првенству 2021. године чија је завршница одржана у Београду, освојила је сребрну медаљу.

## Успеси

### Репрезентативни
- Олимпијске игре: 2. место 2016, 3. место 2020.
- Светско првенство: 2018. Јапан -  златна медаља
- Европско првенство: 1. место 2011, 3. место 2015, 1. место 2019, 2. место 2021,
- Европска лига : 1. место 2011,
- Светски гран при : 1. место 2011,
- Европске игре : 3. место 2015,
- Светски куп : 2. место 2015.

### Клупски
- Лига шампиона: 2. место 2011,
- Светско клупско првенство: 1. место 2011,
- Првенство Србије: 1. место 2007, 2008. и 2009,
- Куп Србије: 1. место 2007, 2008. и 2009,
- Првенство Азербејџана: 1. место 2010, 2011. и 2012,
- Првенство Швајцарске: 1. место 2014. и 2015,
- Куп Швајцарске: 1. место 2014. и 2015.

### Индивидуални
- Најбољи либеро на Светском првенству до 20 година 2005,
- Најбољи либеро ЦЕВ Купа у сезони 2009/10,
- Најбољи либеро Светског клупског првенства 2015.